# Christopher Walking
Christopher Walking è un singolo del rapper statunitense Pop Smoke, pubblicato il 15 gennaio 2020 come secondo estratto dal secondo mixtape Meet the Woo 2.

## Video musicale
Il videoclip è stato pubblicato su YouTube in concomitanza con l'uscita del singolo, il 15 gennaio 2020. 
Diretto da Brennan Rowe, presenta il rapper che si compara al personaggio interpretato da Christopher Walken nel film noir del 1990 King of New York, autoproclamandosi il "re di New York". Si alternano poi delle scene di Pop Smoke che rappa con degli spezzoni di video ritraenti delle proteste del movimento Black Lives Matter.

## Tracce
Testi di Bashar Jackson, Alex Petit, Ebony Oshunrinde, Dylan Cleary-Krell, Derrick Grey, Christian Ward.
1. Christopher Walking – 3:10

## Formazione
- Bashar Jackson – voce, testo
- CashMoneyAP – produzione, programmazione
- WondaGurl – produzione
- Dez Wright – produzione
- Jess Jackson – ingegneria del missaggio
- Sage Skolfield – assistente al missaggio